# Orero
Orero (en ligur Oê) és un comune sparso italià, situat a la regió de la Ligúria i a la ciutat metropolitana de Gènova. El 2011 tenia 600 habitants. L'ajuntament es troba a la fraziona d'Isolona.

## Geografia
Es troba a la vall Fontanabuona, a l'est de Gènova. Té una superfície de 15,99 km² i les frazioni d'Isolona, Pian dei Ratti i Soglio. Limita amb les comunes de Cicagna, Coreglia Ligure, Lorsica, Rezzoaglio i San Colombano Certenoli.